# Anna z Yorku
Anna z Yorku (2. listopadu 1475, Londýn – 23. listopadu 1511) byla pátá dcera anglického krále Eduarda IV. a jeho manželky Alžběty Woodvillové.
Brzy po smrti jejího otce a nástupu strýce Richarda III. na trůn, kdy bylo Anně osm let, byla prohlášeny potomci krále Eduarda a Alžběty za nelegitimní. Princeznina matka se ze strachu o životy svých dětí uchýlila do Westminsterského opatství, kde rodina strávila asi rok. Poté, co král slíbil, že neublíží rodině svého bratra, přišla Anna a její starší sestry ke dvoru.
Když byl Richard III. zabit a na trůn nastoupil Jindřich Tudor jako král Jindřich VII., byl zákon uznávající děti Eduarda IV. jako bastardy zrušen. Jindřich VII. se oženil s nejstarší dcerou Eduarda IV. Alžbětou a Anna se stala cenným diplomatickým přínosem. Plánoval se její sňatek se skotským princem, ale když byl v roce 1488 zabit jeho otec Jakub III. Skotský, byla jednání přerušena a už nikdy nebyla obnovena. V roce 1495 se provdala za Thomase Howarda, který požadoval sňatek s ní už za vlády Richarda III. Manželství s Howardem nebylo šťastné a zastíněné smrtí všech jejich dětí. Sama Anna měla křehké zdraví a zemřela ve věku 36 let.

## Narození a dětství
Anna se narodila 2. listopadu 1475 ve Westminsterském paláci jako pátá dcera a sedmé dítě anglického krále Eduarda IV. a Alžběty Woodvillové. Anna měla šest sester, z nichž se čtyři dožily dospělosti - dvě starší (Alžběta a Cecílie) a dvě mladší (Kateřina a Bridget); Marie, která byla o osm let starší, než Anna, zemřela jako čtrnáctiletá na nějakou nemoc, a Markéta, o tři roky mladší, zemřela jako nemluvně. Anna měla také pět bratrů: tři vlastní (budoucí král Eduard V., Richard a Jiří) a dva nevlastní z matčina prvního manželství s Johnem Greyem: Thomase a Richarda. Žádný z vlastních bratrů se nedožil dospělosti: Jiří zemřel ve dvou letech, zatímco dva další bratři, Eduarda a Richard, zmizeli z Toweru za vlády svého strýce Richarda III. v roce 1483.
Anninými prarodiči byli Richard Plantagenet (který si nárokoval práva Yorků na anglický trůn) a Cecílie Nevillová, z matčiny strany to byli Richard Woodville, 1. hrabě Rivers, a Jacquetta Lucemburská, vévodkyně vdova z Bedfordu. Pokřtěna byla krátce po svém narození ve Westminsterském opatství, pojmenována byla po své tetě Anně, vévodkyni z Exeteru, a prababičce Anně de Mortimer; jméno "Anna" bylo v anglické královské rodině nové, Anna byla první dcera krále s tímto jménem. Kromě toho byl výběr krále pravděpodobně ovlivněn pověrčivou úctou, v níž se říkalo, že Eduard IV. choval svatou Annu; král se obracel na patronát světice v kritických okamžicích svého života v raných fázích nástupu k moci, a proto se jí cítil zavázán.
V roce 1479, když byly Anně čtyři roky, začal její otec jednat o jejím sňatku s Filipem, synem arcivévody Maxmiliána Habsburského; iniciativa svazku vzešla od arcivévody a byla v Anglii nadšeně přijata, protože sňatek měl přinést politické výhody. Filipova matka Marie Burgundská byla dědičkou rozsáhlých zemí a měla vliv na evropské dění; krom toho byla její nevlastní matkou byla Markéta z Yorku, sestra Eduarda IV. Následující rok dohoda nabyla formálnější podoby: jako finanční zajištění byla princezně přidělena částka 100 000 korun; arcivévoda Maxmilián se zavázal Anně platit 6000 korun ročně od dovršení jejích dvanácti let - věk uzavření sňatku a od chvíle, kdy se dostaví ke dvoru budoucího tchána a potvrzení zasnoubení, Anne měla také obdržet pozemek v Artois v hodnotě 8 000 livrů pro své použití. V případě, že by Anna sňatek odmítla, musel Eduard IV. nebo jeho nástupce zaplatit 60 000 livrů, arcivévoda se na oplátku zavázal poskytnout anglickému králi vojenskou a politickou podporu proti Francii. 5. srpna 1480 byla jednání ukončena.
Ve dvorních záznamech z roku 1479 se uvádí, že v době, kdy probíhala jednání o sňatku Anny a Filipa Rakouského, byla s přiznanou penzí propuštěna princeznina chůva „Agnes, manželka Thomase Butlera“. Záznamy ukazují, že čtyřletá Anna byla považována za dostatečně starou na to, aby již nepotřebovala chůvu. Dříve se ve stejnou dobu jako o Annu Agnes Butlerová zabývala výchovou princeznina mladšího bratra Jiřího, který zemřel 5. března 1479 ve věku dvou let.

## Za vlády Richarda III.
Projekt Annina sňatku s Filipem Habsburským zůstal v platnosti až do smrti princeznina otce v roce 1483. Po smrti Eduarda IV. následovala politická krize, která dramaticky změnila postavení bývalé královny a jejích dětí. Annin starší bratr Eduard V., následník trůnu, byl na cestě z Walesu do hlavního města zajat svým strýcem, lordem protektorem Richardem z Gloucesteru; Anthony Woodville a Richard Grey, Annin strýc a nevlastní bratr, kteří mladého krále doprovázeli, byli zatčeni. Eduard V. byl přesunut do londýnského Toweru, kde měl čekat na svou korunovaci, tam se k němu později připojil mladší bratr Richard; s ostatními dětmi, včetně Anny, našla královna vdova útočiště ve Westminsterském opatství.
22. června 1483 bylo manželství Eduarda IV. a královny Alžběty prohlášeno za neplatné; všechny děti byly zákonem Titulus Regius prohlášeny za nelegitimní a zbaveny práv na trůn i všech svých titulů. O několik dní později byli Anthony Woodville a Richard Grey popraveni. 6. července byl Richard z Gloucesteru prohlášen králem jako Richard III.; krátce poté Annini bratři, kteří zůstali zavřeni v Toweru, zmizeli.  Po nástupu Richarda III. na trůn poslal na jeho příkaz panoš John Nesfield do Westminsteru stráže, které dnem i nocí kontrolovaly každého, kdo vstoupil do útočiště královny vdovy a vyšel z něho, protože existovaly obavy, že by jedna z Anniných starších sester mohla uniknout do zahraničí a najít tam spojence pro svržení Richarda III. Na Štědrý den roku 1483 Jindřich Tudor, jehož matka byla spiklencem Alžběty Woodvillé proti Richardovi III., v katedrále v Rennes přísahal, že si  po nástupu na anglický trůn vezme Anninu starší sestru Alžbětu nebo Cecílii (pokud sňatek s Alžbětou z nějakého důvodu nebude možný). Ale povstání tudorovské strany v čele s vévodou z Buckinghamu ztroskotalo ještě před touto Jindřichovou přísahou.
Po neúspěchu Buckinghamova povstání začal Richard III. vyjednávat s vdovou po svém bratrovi. 1. března 1484 král veřejně přísahal, že dcerám Eduarda IV. nebude ubližováno ani nebudou obtěžovány; Richard III navíc slíbil, že nebudou uvězněny v Toweru ani žádné jiné věznici, že budou umístěny „na úctyhodná místa dobrého jména a pověsti“ a později budou provdány za „muže urozeného původu“ a každé bude dáno věno a pozemky s ročním příjmem 200 marek. Téhož dne bylo memorandum doručeno královně vdově spolu se zásobami. Princezny s velkou radostí souhlasily, že opustí svůj ponurý příbytek a přejdou do péče svého "milostného strýce", který jim přidělil komnaty ve svém paláci. Tudorský historik Edward Hall napsal, že Richard III „přiměl všechny dcery svého bratra, aby slavnostně dorazily do jeho paláce; jako by díky nové důvěrné a láskyplné zábavě měli zapomenout na trauma, která jim byla způsobena, a na tyranii, která tomu předcházela".
Brzy po příjezdu princezen ke dvoru začal Richard III. hledat svým neteřím vhodné nápadníky; pro Annu vybral, aby prokázal přízeň jeho rodině, Thomase Howarda, syna a dědice 1. hraběte ze Surrey a druhého v linii následnictví vévodství Norfolk. Zásnubní smlouva byla podepsána v roce 1484, ale král neměl čas sňatek formalizovat.

## Za vlády Jindřicha VII. a Jindřicha VIII.
V srpnu 1485 zemřel král Richard III. v bitvě u Bosworthu a podle práva dobyvatele se stal novým králem Jindřich Tudor pod jménem Jindřich VII., který dříve přísahal, že se ožení s Anninou starší sestrou. Po nástupu na trůn Jindřich zrušil zákon Titulus Regius, který zbavil děti Eduarda IV. titulů a práv na trůn; samotný zákon byl i se všemi svými kopiemi odstraněn z archivu, stejně jako všechny dokumenty s ním spojené.
Když se Alžběta z Yorku provdala za nového krále, bylo Anně dvanáct let a spolu s ostatními sestrami byla u dvora v opatrovnictví královny, své nejstarší sestry a jediné patronky. Princezna se začala objevovat na dvorních ceremonií. 24. září 1486 se zúčastnila křtu svého prvního synovce Artura, prince z Walesu; Anna nesla křestní roušku, kterou po obřadu zakryla hlavu prince, a ji samotnou doprovázel po pravé ruce rytíř-konstábl Richard Guildford a po levé rytíř-maršál John Turbeville. Stejnou roli Anna zastávala při křtu své nejstarší neteře Markéty v roce 1489. Princezna se účastnila také Velikonoc, Letnic a Vánoc, stejně jako dalších událostí u dvora Jindřicha VII.
Krátce po svém nástupu na trůn začal Jindřich VII. spřádat manželské plány pro příbuzné své ženy a hledat spojenectví se Skotskem. Král plánoval provdat svou tchyni za ovdovělého skotského krále Jakuba III. a jeho dědice Jakuba, vévodu z Rothesay, za jednu ze svých švagrových. Protože Cecílie, bývalá Jakubova nevěsta, už byla zasnoubena s královým strýcem Johna Wellese, a Kateřina s mladším bratrem skotského prince, byla na výběr jen Anna nebo její nejmladší sestra Bridget. Bridget chtěla vstoupit do kláštera, a tak zůstala jedinou kandidátkou Anna; smrtí krále Jakuba III. v roce 1488 však byla jednání přerušena a už nikdy nebyla obnovena.
Na den svatého Jiří 1488 byla Anna spolu s dalšími dvanácti dámami přítomna v družině své sestry královny; byla oblečena v rouchu ze šarlatového sametu a seděla na sněhově bílém koni, jehož sedlo bylo zahaleno do zlaté látky vyšívané bílými růžemi, symbolu rodu Yorků. Dále je princezna zmíněna v pramenech v souvislosti se smrtí své matky v červnu 1492; Anna seděla u lůžka umírající ženy v opatství Bermondsey, kde královna vdova strávila posledních pět let svého života. Anna vedla smuteční hosty na pohřbu své matky místo královny Alžběty, která očekávala narození čtvrtého dítěte, a proto své pravomoci a povinnosti delegovala na mladší sestru. Anna a její mladší sestry Kateřina a Bridget odjely s královniným tělem po řece do Windsoru, kde byla Alžběta Woodvillová 13. června pohřbena vedle svého druhého manžela Eduarda IV. v kapli svatého Jiří. Podle poznámek herolda „šli vlajkonoši před milady Annou, která byla přítomna na vzpomínkové mši místo královny; modlila se na kolenou na koberci a polštáři. Doprovázel ji vikomt Welles...a paní Catherine Grayová nesla vlečku lady Anne..."

### Manželství
Když Anna dosáhla věku na vdávání, začala jí královna Alžběta hledat vhodného ženicha. Královna obrátila svou pozornost na představitele anglické šlechty a především na Thomase Howarda, syna a dědice 1. hraběte ze Surrey, pro kterého plánoval sňatek s Annou už Richard III. Princezna se se svým budoucím manželem osobně znala od dětství, protože jeho otec sloužil u dvora v soukromých komnatách Eduarda IV. Během válek růží se rodina Howardů postavila na stranu rodu Yorků, a proto byl za Jindřicha VII., dědice Lancasterů, v roce 1485 hrabě ze Surrey na tři a půl roku uvězněn v Toweru, zbaven svých práv, titulů a majetku. Později získal svobodu a byla mu navrácena práva a většina majetku a byl povolán ke dvoru, kde získal pozici blízkou králi. Zároveň tmu však nebyly navráceny všechny tituly; Thomasův otec získal zpět titul hraběte ze Surrey, ale titul a hodnosti vévody z Norfolku, které měl zdědit po smrti svého otce u Bosworthu, mu byly vráceny až v roce 1514. Thomas byl asi o dva roky starší než Anna.
Královna vzala v úvahu názor své sestry a usoudila, že rodina Howardů je dostatečně vznešená, aby se kvalifikovala pro tak vysoký sňatek, a proto se 4. února 1495 (podle jiných zdrojů v roce 1494) slavila svatba Anny a Thomase Howarda. Svatba se odehrála ve Westminsterském opatství a svatební oslavy v paláci Placentia. Královský pár se zúčastnil svatby a král i slavnostní mše, ale věno 10 000 marek, které Anně určil její otec, novomanželé neobdrželi. Na příkaz královny byla manželům přidělena roční renta ve výši 120 liber, která jim měla být vyplácena po celý Annin život nebo až do smrti její tchyně; tato částka zahrnovala výživné pro samotnou Annu, stejně jako její služebnictvo a sedm koní. Tato renta byla ustanovena mimo jiné proto, že královna nechtěla nechat Annu závislou na svém manželovi, který vzhledem k okolnostem nemohl zajistit princezně pohodlnou existenci. Vzhledem k tomu, že ženichův otec obdržel pouze část rodinného majetku a v této části nebylo žádné sídlo vhodné pro ženu královské krve, získali novomanželé právo užívat statky, které se nacházely v majetku vévody z Yorku a markýze z Dorsetu, Annina synovce a nevlastního bratra. Na oplátku královna požadovala, aby v případě smrti hraběte ze Surrey nebo jeho manželky, bohaté dědičky, byly zájmy Anny brány v úvahu stejně jako zájmy jejího manžela. Král přidělil Anně dalších 26 liber ročně z korunních statků.
Po svatbě Anna opustila dvůr a svou sestru navštěvovala velmi zřídka. Jedním z důvodů bylo její křehké zdraví - fyzické i mentální. Z tohoto období je o princeznině životě známo jen málo. Dvorní dokumenty královny Alžběty uvádějí, že v letech 1502–1503 zaplatila za Anniny šaty sedm yardů zeleného hedvábí z Brugg, cena byla 2 šilinky 8 pencí za yard. Kromě toho v roce 1502 královna přidala 10 marek (6 liber, 13 šilinků, 4 pence) k ročním výdajům své sestry a také 120 liber Thomasu Howardovi, které musel utratit za jídlo své ženy. V roce 1503 královna zemřela a postoj k Anně u dvora se změnil. Zúčastnila se pohřbu královny Alžběty, ale ne jako truchlící, ale jako prostý divák; Annin smutek ze ztráty sestry byl tak velký, že se celého pohřebního obřadu nemohla zúčastnit.
Annino manželství s Thomasem Howardem nebylo šťastné. Thomas měl poměr s Anninou dvorní dámou Bess Hollandovou a všechny děti manželů zemřely ještě před nimi. Přesný počet dětí, které Anna porodila, ani jejich jména, není znám. Historička Mary Anne Everett Greenová napsala, že záznamy domu Howardových uvádějí čtyři děti, z nichž pouze jedno dítě, syn jménem Thomas, žilo dost dlouho na to, aby mohlo být pokřtěno. Spisovatelka Alison Weirová datuje Thomasovo narození asi do roku 1496 a smrt na rok 1508; Everett Greenová píše, že přesné datum úmrtí je uvedeno na chlapcově hrobě: 4. srpna 1508. James Panton uvádí, že kromě Thomase měla Anna dva syny, kteří zemřeli v dětství, a mrtvě narozené dítě, ale Weirová mezi čtyřmi dětmi Anny kromě Thomase zmínila syna a dvě dcery – všichni tři zemřeli dříve, než bylo možné je pokřtít. Annin syn byl pohřben v Lambethu v rodinné hrobce Howardů, kam byly později přeneseny pozůstatky jeho dědečka.

### Pozdější život a odkaz
Z posledních let Annina života se dochovaly pouze dva záznamy. 23. března 1510 její synovec Jindřich VIII. daroval své tetě a jejímu manželovi nemovitost se zahradou v Stephenheath; 22. listopadu dal král (jako náhradu za pozemky nárokované právem její prababičky Anny de Mortimer, manželky Richarda, 3. hraběte z Cambridge) Anně a jejím případným dědicům rozsáhlé majetky, včetně hradu a panství Wingfield a mnoha dalších nemovitostí v Norfolku, Suffolku, Yorku, Lincolnu a Oxfordu.
Přesné datum Anniny smrti není známé. Alison Weirová píše, že princezna zemřela 22. nebo 23. listopadu před rokem 1513; James Panton udává jako přibližné datum 23. listopadu 1511. Mary Anne Everett Greenová píše, že Anna již není zmíněna v aktu o převodu nějakého majetku na rodinu Howardových, projednávaném v parlamentu v únoru 1512; navíc se současně diskutovalo o možnosti sňatku Thomase Howarda s lady Elizabeth Staffordovou. To vše naznačuje, že v únoru 1512 už Anna nežila.
Princezna byla původně pohřbena v převorství Thetford. Po reformaci její vdovec požádal krále, aby si převorství ponechal a proměnil jej ve farní kostel, protože zde byla pohřbena nejen Anna, králova teta, ale také nemanželský syn Jindřicha VIII. Jindřich FitzRoy. Žádost neměla žádný účinek. Stejnou žádost vznesli králi i další šlechtici a on je všechny odmítl; zároveň Jindřich VIII. dovolil pozastavit rušení klášterů, aby každý, kdo si přál, měl čas znovu pohřbít ostatky příbuzných. Thomas Howard přemístil Anniny ostatky do kostela svatého archanděla Michaela ve Framlinghamu a objednal bohatý náhrobek s očekáváním, že po smrti zde spodině také, což se stalo v roce 1554. Vzhledem k tomu, že Anna pocházela z královského rodu, byl Thomas Howard pohřben po její levici místo po její pravici, jak bylo zvykem.